# As Viagens de Gulliver (filme de 1939)
As Viagens de Gulliver (Gulliver's Travels, titulo original) é um filme de animação americano adaptando a primeira parte do livro homônimo e foi lançado nos cinemas no dia 22 de dezembro de 1939. O filme foi dirigido por Dave Fleischer e produzido por Max Fleischer para o Fleischer Studios e distribuído pela Paramount Pictures, atualmente em domínio público. Este foi o primeiro longa metragem animado lançado pela Fleischer Studios, assim como o segundo filme a ser produzido por um estúdio americano depois do lançamento de Branca de Neve e os Sete Anões do estúdio Walt Disney. O filme foi indicado ao Oscar por melhor trilha sonora e melhor canção original pela música "Faithful/Forever", mas ambos perderam para O Mágico de Oz e de canção original ganhou Over the Rainbow.

## Historia
Em 5 de novembro de 1699, o navio de Lemuel Gulliver é atingido por uma forte tempestade e ele vai parar desmaiado na praia de uma pequena ilha chamada Lilliput. Depois que a tempestade acaba, Gabby, o gritador da cidade, tropeça através de Gulliver e corre em pânico até o castelo de Rei Little, anunciando sobre o gigante encalhado na praia. Naquele momento, o Rei Little estava numa reunião com o Rei Bombo de Blefuscu, para assinarem o contrato de casamento de seus filhos, a princesa Glory do Rei Little e príncipe David do Rei Bombo. Tudo estava indo, até que os reis começarem a argumentar qual seria o hino nacional perfeito para o casamento, "Faithful" de Lilliput ou "Forever" de Blefuscu, em fúria, Rei Bombo cancela o casamento e declara guerra para o reino de Lillput. 
Aproveitando a chance que a reunião acabou, Gabby consegue informar ao Rei Little sobre Gulliver e o rei ordena que o gigante seja capturado. Então todos os cidadãos liderados por Gabby, vão até a praia e amarram Gulliver em um vagão e o levam até o centro da cidade perto do castelo do rei. Na manhã seguinte, Gulliver acorda e se liberta das cordas que o prendiam, deixando todo mundo assustado até que são surpreendidos com um ataque de Blefuscu, quando os soldados viram o tamanho de Gulliver eles também ficam assustados e fogem. O Rei Little percebe a sorte e vantagem que tem com Gulliver ao seu lado, que seu povo decide trata-lo com hospitalidade enquanto Rei Bombo trama um plano para eliminar Gulliver de uma vez por todas.

## Vozes
- Lemuel Gulliver - Sam Parker
- Gabby - Pinto Colvig
- Rei Little, Sneak, Snoop e Snitch - Jack Mercer
- Rei Bombo - Tedd Pierce
- Princesa Glory - Jessica Dragonette
- Príncipe David - Lanny Ross

## Produção
Max Fleicher já tinha idealizado o filme tão cedo quanto 1934. Mas a Paramount vetou a ideia, largamente baseado em seus interesses em sustentar a solvência financeira próximo a uma série de reorganização de falência. Entretanto, quando Branca de Neve e os Sete Anões estreou e se tornando um grande sucesso, Paramount queria duplicar o sucesso da Disney e ordenou que o filme fosse para ser lançado no Natal de 1939. Em Nova York, quando o filme estava sendo escrito, originalmente queriam que Popeye fosse interpretar Gulliver. A ideia foi rejeitada, e a história foi reestruturada por um time da Costa Oeste formado por Carl Howard, Tedd Pierce e Edmond Seward.
Um dos maiores desafios que Fleischer Studios encarou, foi a entrega do envelope para 18 meses, seguido na mesma época que a Fleischer Studio estava sendo realocada para Miami, Florida. Enquanto Branca de Neve estava em produção por 18 meses, estava em desenvolvimento há muito tempo, permitindo num total de 3 anos para alcançar a tela. Para se encontrarem no prazo final, os funcionários da Fleischer foram expandidos por alguns 800 empregados. Aulas de treinamento para animação foram organizadas nas escolas de arte em Miami como um canal para os trabalhadores adicionais. A experiência tinha atraído animadores dos estúdios de Hollywood, incluindo Nelson Demorest, Joe D'lgalo e formandos animadores da Fleischer como Grim Natwick, Al Eugster e Shamus Culhane, que voltaram depois de trabalharem no estúdio Walt Disney.
Várias técnicas da Costa Oeste foram introduzidas, com o objetivo de melhorar a animação e maior personalidade para os personagens, alguns animadores se adaptaram enquanto outros não conseguiram. Testes de lápis não eram inéditos em Nova York, mas logo foram abraçando como uma ferramenta para o método de melhoramento de produção. Enquanto a maioria dos personagens foram animados através de técnicas convencionais de animação, personagens como Gulliver, Glory e David foram animados com rotoscopia. O dublador de Gulliver, Sam Parker, também fez modelo para referencia do live-action.